# Antonio Abreu
Antonio Abreu, anomenat el Portuguès fou un famós guitarrista del segle xviii que va viure a la capital d'Espanya, on publicà Escuela para tocar la guitarra (Madrid, 1779 i Salamanca, 1999).